# Tegal
Tegal est une ville de la province de Java central en Indonésie. Elle a le statut de kota et est distincte du Kabupaten de Tegal.

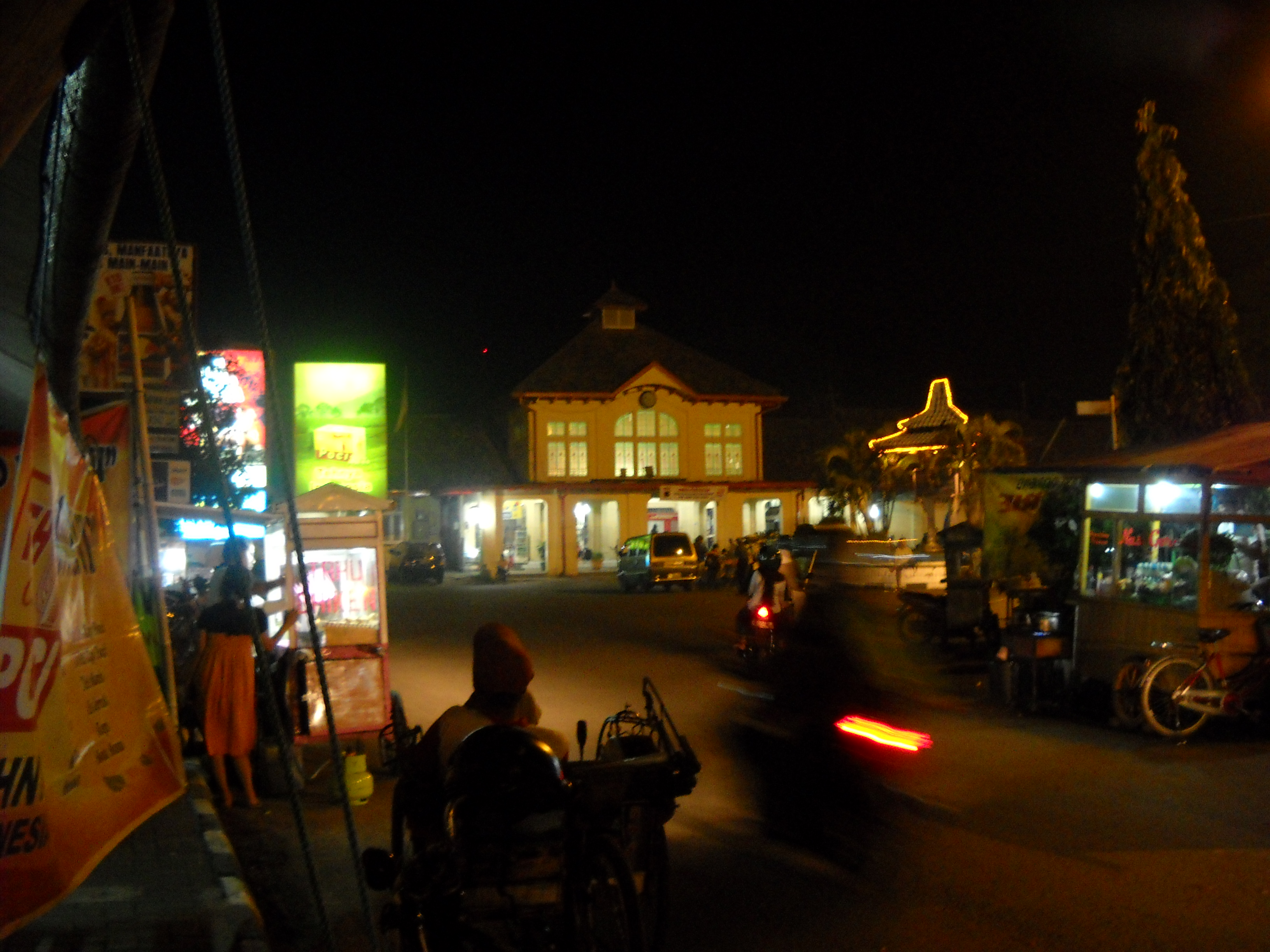
La gare de Tegal